# 17 Большой Медведицы
17 Большой Медведицы (лат. 17 Ursae Majoris), HD 79354 — одиночная звезда в созвездии Большой Медведицы на расстоянии приблизительно 719 световых лет (около 220 парсеков) от Солнца. Видимая звёздная величина звезды — от +5,33m до +5,28m.

## Характеристики
17 Большой Медведицы — оранжевый гигант, предположительно переменная звезда спектрального класса K5 или K4III. Радиус — около 38,13 солнечных, светимость — около 1103 солнечных. Эффективная температура — около 3921 К.